# Planinski Vrh
Planinski Vrh este o localitate din comuna Šentjur, Slovenia, cu o populație de 56 de locuitori.